# Chironomus pseudohirticollis
Chironomus pseudohirticollis är en tvåvingeart som först beskrevs av Gabriel Strobl 1880.  Chironomus pseudohirticollis ingår i släktet Chironomus och familjen fjädermyggor.
Artens utbredningsområde är Österrike. Inga underarter finns listade i Catalogue of Life.